# Inocybe incarnata
Inocybe incarnata Bres. – gatunek grzybów należący do rodziny strzępiakowatych (Inocybaceae).

## Systematyka i nazewnictwo
Pozycja w klasyfikacji według Index Fungorum: Inocybe, Inocybaceae, Agaricales, Agaricomycetidae, Agaricomycetes, Agaricomycotina, Basidiomycota, Fungi.
Po raz pierwszy opisał go w 1882 r. Giacomo Bresàdola, nadając mu nazwę Agaricus fraudans. Synonimy:
- Inocybe fraudans f. incarnata (Bres.) Quadr. & Lunghini 1990
- Inocybe fraudans var. incarnata (Bres.) Bon 1987
- Inocybe pyriodora f. incarnata (Bres.) Nespiak 1990
- Inocybe pyriodora subsp. incarnata (Bres.) Konrad & Maubl. 1926[2].

## Występowanie i siedlisko
Podano występowanie Inocybe incarnata tylko w niektórych krajach Europy. Brak go w wykazie wielkoowocnikowych podstawczaków Polski W. Wojewody z 2003 r., gdyż uznany w nim został za synonim strzępiaka gruszkowonnego (Inocybe pyriodora (Pers.) Quel.), jednak według Index Fungorum są to odrębne gatunki.